# Estación aérea n.º 10 Tenosique
La Estación Aérea Militar 10 de Tenosique (Código ICAO:MM46) es un aeródromo público-militar ubicado en Tenosique de Pino Suárez, Tabasco, México. Cuenta con una pista de aterrizaje sin iluminación con orientación 09/27 de 1,775 metros de longitud y 25 metros de ancho. Al ser una estación aérea, no alberga de forma permanente escuadrones aéreos de la FAM, pero si es utilizada ocasionalmente por la misma.

## Accidentes e incidentes
- El 1 de julio de 1969 una aeronave Cessna 180 con matrícula XA-SUB que realizaba un vuelo entre la Base Aérea de Tenosique y Las Palmas, Tabasco, se estrelló en terreno alto poco tiempo después de despegar matando a los 7 ocupantes.[3]